# Hrazdan (fiume)
Il fiume Hrazdan (in armeno: Հրազդան) è uno dei più importanti corsi d'acqua dell'Armenia. Trova la sorgente dal lago Sevan e scorre verso sud attraverso la provincia di Kotayk' e la capitale armena, Erevan. Quindi sfocia nel fiume Aras lungo il confine con la Turchia. Sul fiume Hrazdan c'è una centrale idroelettrica. L'importanza del fiume è data dall'esistenza, lungo il suo corso, di industrie ittiche e centrali idroelettriche.